# طواف نيوشبلاد للسيدات 2017
طواف نيوشبلاد للسيدات 2017 (بالفرنسية: Circuit Het Nieuwsblad féminin 2017)‏ هو سباق دراجات هوائية، وهو الموسم رقم 12 من نفس السباق، وأقيم في 25 فبراير 2017، وامتدّ لمسافة 124.2 كيلومتر، وهو أحد سباقات سباق الدراجات على الطريق للنساء 2017، وهو من نوع سباق الدراجات، وقد شارك في السباق 161 متسابقاً ووصل إلى نهايته 103 متسابقاً.
فاز فيه بالمركز الأول لوسيندا براند، وبالمركز الثاني شانتال بلاك، وبالمركز الثالث أنيميك فان فليوتن.

## الفرق
| فرق سيدات محترفة (23)- يو أي أيه تيم ‏ - أيه آر مونكس برو سيكلينج للسيدات ‏ - بيبينك ‏ - بيزكايا دورانجو 2017 ‏ - إس دي وركس ‏ - كانيون–إس آر إيه إم ‏ - Équipe Paule Ka ‏ - Colavita–HelloFresh ‏ - Cylance Pro Cycling (women's team) ‏ - دروبز 2017 ‏ - FDJ–Suez ‏ - هايتك بوردكتس 2017 ‏ - لاريس واوودلز للسيدات 2017 ‏ - Lensworld–Kuota ‏ - لوينتيك 2017 ‏ - لوتو سودال للسيدات 2017 ‏ - Liv AlUla Jayco ‏ - باركهوتل فالكنبورغ-ديستيل 2017 ‏ - Experza–Footlogix Ladies Cycling Team ‏ - فريق سنويب للسيدات 2017 ‏ - Team Virtu Cycling Women ‏ - Wiggle High5 Pro Cycling ‏ - ليف ريسينغ ‏ فريق وطني- فريق ألمانيا لركوب الدراجات للسيدات 2017‏ فرق دراجات هواة سيدات (4)- أوتوجلاس ويترين ‏ - Isorex‏ - Keukens Redant ‏ - Wielerclub de sprinters Malderen ‏ |  |
| |  |

## التصنيف العام النهائي
| التصنيف العام | التصنيف العام      | التصنيف العام   | التصنيف العام | التصنيف العام |        |
| الدراج        | الدراج             | البلد           | الفريق        | الوقت         | السرعة |
| ------------- | ------------------ | --------------- | ------------- | ------------- | ------ |
| 1.            | لوسيندا براند      | هولندا          | Sunweb        | 3 س 19 د 58 ث |        |
| 2.            | شانتال بلاك        | هولندا          | Boels Dolmans | + 15 ث        |        |
| 3.            | أنيميك فان فليوتن  | هولندا          | Orica-Scott   | + 15 ث        |        |
| 4.            | إيلين فان دايك     | هولندا          | Sunweb        | + 15 ث        |        |
| 5.            | إليسا ونغو بورغيني | إيطاليا         | Wiggle High5  | + 15 ث        |        |
| 6.            | أماندا سبرات       | أستراليا        | Orica-Scott   | + 28 ث        |        |
| 7.            | جولين ديهور        | بلجيكا          | Wiggle High5  | + 1 د 47 ث    |        |
| 8.            | شيلا جوتيريز       | إسبانيا         | Cylance       | + 1 د 47 ث    |        |
| 9.            | داني كينغ          | المملكة المتحدة | Cylance       | + 1 د 47 ث    |        |
| 10.           | غراسي إلفن         | أستراليا        | Orica-Scott   | + 1 د 47 ث    |        |

## وصلات خارجية
- طواف نيوشبلاد للسيدات 2017 على موقع إحصائيات الدراجات الإحترافية (الإنجليزية)